# Петрушино (Корневское сельское поселение)
Петру́шино — село в составе Корневского сельского поселения Скопинского района Рязанской области.

## История
Заимка-участок, где со временем обосновалось село, также была местом, куда люди уходили, прячась от кочевников и монголо-татар. Как населённый пункт, официально упоминаемый в документах, Петрушино младше Князева и Велемьи, расположенных рядом. Первое упоминание о нём датируется 1597 годом. Название селу дано по имени первого поселенца — вдовца Петруши…
В документах 1637 года записана как деревня с двойным названием: «Петрушина, Верда тож, на речке на Велемке…». В документах XIX века встречается как деревня Петрутина.
В конце XIX века Петрушино состояло из двух улиц, — Мозолевка и Беляев угол — и одного порядка под названием Малинки.

## Известные уроженцы
Александра Фёдоровна Акимова (1922-2012) — советский военный лётчик, штурман 46-го гвардейского ночного бомбардировочного авиационного полка, гвардии капитан. Герой Российской Федерации (31.12.1994).

## Население
| 1859 | 1897  | 1906  | 2010 |
| ---- | ----- | ----- | ---- |
| 723  | ↗1146 | ↗1317 | ↘124 |